# Mario Albertini
Pour les articles homonymes, voir Albertini.
Mario Albertini (né le 23 février 1919 à Pavie, Lombardie - mort le 20 janvier 1997 à Pavie) était un universitaire italien du XXe siècle, philosophe, professeur de philosophie politique  à l'Université de Pavie, qui défendit toute sa vie les idées fédéralistes pour l'Europe.

## Biographie
Mario Albertini adhère en 1945 au Mouvement fédéraliste européen (MFE) fondé deux ans plus tôt à Milan par Altiero Spinelli. Libéral, il abandonne toutefois le Parti libéral après la décision de ce dernier d'appuyer la monarchie lors du référendum de 1946. Diplômé en philosophie en 1951, il devient professeur d'histoire contemporaine, de sciences politiques et de philosophie politique à l'Université de Pavie.
Il est devient en 1953 un proche collaborateur de Spinelli. Après l'échec de la Communauté européenne de défense, et la démission de Spinelli, il lui succède à la tête du Mouvement fédéraliste européen.
En 1959, à Milan, avec un groupe de militants du Mouvement fédéraliste européen, il fonde « Le Fédéraliste », revue encore publiée en anglais et en italien.
Il publie L'État national, en 1960, ouvrage dans lequel il s'efforce de démystifier le caractère idéologique de l'État-nation.
Mario Albertini devient président de l'Union des fédéralistes européens (UEF) en 1975, poste qu’il conserva jusqu’en 1984.

## Ouvrages
- L'État national (1960, traduction française 1978 chez Fédérop);
- La Politica (Giuffré, 1963);
- Il federalismo e lo stato federale (Giuffré, 1963);
- Qu'est-ce que le fédéralisme (1963);
- L'integrazione europea (1965);
- Proudhon (Vallecchi, 1974);